# Mount Evans Wilderness
La Mount Evans Wilderness est une aire protégée américaine située dans les comtés de Clear Creek et Park, au Colorado. Fondée en 1980, elle protège 297,3 km2 dans la forêt nationale d'Arapaho et la forêt nationale de Pike.